# Реконструкція (архітектура)
Реконструкція (лат. — назад і будова) — перебудова існуючих об'єктів індустріального та цивільного призначення, пов'язана з удосконаленням виробництва, підвищенням його техніко-економічного рівня та якості продукції, поліпшенням умов експлуатації та проживання, якості послуг, зміною основних техніко-економічних показників (кількість продукції, потужність, функціональне призначення, геометричні розміри).
Реконструкція будівель — проведення будівельних робіт в цілях зміни існуючих техніко-економічних показників об'єкту і підвищення ефективності його використання, що передбачають: реорганізацію об'єкта, зміну геометричних розмірів і технічних показників, капітальне будівництво, прибудови, надбудови, розбирання та посилення тримальних конструкцій, переобладнання горищного приміщення під мансарду, будівництво та реконструкцію інженерних систем і комунікацій тощо
Реконструкція будівель — це складний і трудомісткий процес. Особливо, якщо мова йде про пам'ятник архітектури або історичну забудову. У цьому випадку вік будови може становити кілька століть, і завдання, поставлене перед проєктувальником, ускладнюється в десятки разів. Адже йому необхідно не тільки поліпшити експлуатаційні характеристики будівлі, створити умови для його ефективного використання, але й відновити його колишню зовнішність, зберегти дух епохи.

## Види

### Реконструкція промислових підприємств
При реконструкції промислових об'єктів впроваджуються більш продуктивні високомеханізовані та автоматизовані технологічні процеси, досягається більш раціональне використання виробничих площ, підвищується ефективність використання капітальних вкладень.
До реконструкції діючих підприємств відноситься перевлаштування існуючих цехів та об'єктів основного, підсобного та обслуговуючого призначення, як правило, без розширення наявних будинків і споруд основного призначення. При реконструкції діючих підприємств можливе розширення окремих будівель і споруд в тих випадках, коли нове високопродуктивне і більш досконале за технічними показниками устаткування не може бути розміщено в існуючих будівлях; будують нові та розширюють існуючі цехи та інші об'єкти комплексу з метою ліквідації диспропорції; будують нові будівлі та споруди того ж призначення замість ліквідованих на території діючого підприємства, подальша експлуатація яких за технічними та економічними умовами визнана недоцільною.
Реконструкція істотно відрізняється від нового будівництва і має свої особливості в проєктуванні, розробці технологічного процесу будівництва, специфіки виконання будівельно-монтажних робіт, що пов'язано з різнотипністю конструктивних та об'ємно-планувальних рішень, стисненістю будівельного майданчика, необхідністю поетапного виконання робіт на різних ділянках, поєднанням виробничої діяльності підприємства з виконанням будівельно-монтажних робіт, розбиранням в окремих випадках старих споруд або їхніх частин тощо.
Ступінь оновлення основних фондів зазвичай характеризується масштабом проведення реконструктивних робіт. За цією ознакою реконструкція підрозділяється на докорінну і малу.
Корінна реконструкція являє собою повне переобладнання і перевлаштування всіх виробництв підприємства з демонтажем, монтажем та заміною технологічного обладнання, перебудовою або розширенням існуючих та будівництвом нових виробничих і підсобно-допоміжних цехів (замість що зносяться). Корінна реконструкція, як правило, здійснюється за єдиним проєктом і кошторисом.
Мала реконструкція відрізняється від корінної обсягом робіт і пов'язана з переобладнанням і перебудовою окремих виробництв підприємства. Реконструкція цього виду здійснюється за окремими технічними (техноробочого) проєктам і кошторисам до них.

### Реконструкція житлових і громадських будівель
На характер реконструкції, модернізації, перебудови сформованої житлової та громадської забудови впливають такі основні фактори:
- характеристика самого міста;
- місце забудови в планувальній структурі міста;
- якість мікрорайону, кварталу, будівель.

Крім того, нині починає виникати потреба в реконструкції будинків і нової будівлі, в тому числі повнозбірних, зведених декілька десятиліть тому, хоча термін їхньої служби по довговічності розрахований на 100—125 років. Річ у тім, що основною причиною реконструкції таких будинків є їхнє моральне старіння, оскільки вони були побудовані за першими типовими проєктами (зі зменшеними розмірами кухонь, ванн, коридорів, з входом в кухню з житлової кімнати, з суміщеними ванній і санвузлом).
Внутрішнє перепланування буває двох видів: часткове і повне.

## Класифікація способів реконструкції
При реконструкції значний об'єм займають роботи, пов'язані з розбиранням і руйнуванням конструкцій будівель і споруд. Вони відрізняються великою трудомісткістю і значною мірою визначають строки реконструкції.
Розбирання — це розчленування будівель, споруд або їхніх конструкцій на частини, видалення цих частин і розчистка місця будівництва.
Розбирання будівельних конструкцій неможливе без руйнування матеріалу конструкцій або стиковочних з'єднань. У зв'язку з цим розбирання може бути:
- з частковою руйнацією конструкцій, наприклад, розбирання перекриття із монолітного залізобетону;
- з повною руйнацією, наприклад, розбирання фундаменту під обладнання.

Руйнування — це подрібнення, різання або плавлення матеріалу конструкцій. Таким чином, руйнування є необхідною складовою частиною розбирання.
Розбирання будівель буває повне і часткове. Повне розбирання будівель та їхніх конструктивних елементів здійснюється при зносі або значній реконструкції будівель і споруд.Часткове розбирання виконується при зміні об'ємно-планувальних рішень будівлі, заміні окремих конструкцій або їхньому ремонті.